# Bernard Dunand
Bernard Dunand (Genebra, 2 de setembro de 1936) é um velejador suíço, medalhista olímpico. Ele competiu nos Jogos Olímpicos de Verão de 1968 na classe 5.5 Metre e conquistou a medalha de prata, ao lado de Louis Noverraz e Marcel Stern.
Ele também navegou no France na Copa América de 1970.